# Naoki Otani
Naoki Otani (født 24. september 1995) er en japansk fodboldspiller, som spiller for den japanske fodboldklub FC Machida Zelvia.